# Huo Qubing
En aquest nom xinès, el cognom és Huo.
Huo Qubing (xinès tradicional: 霍去病, xinès simplificat: 霍去病, pinyin: Huò Qùbìng; romanització Wade-Giles: Huo Ch'üping, 140 aEC – 117 aEC), nascut a Linfen, Shanxi, va ser un general militar de la Dinastia Han Occidental sota l'Emperador Wu. Sent el fill il·legítim de Wei Shaoer, ell va ser el nebot de Wei Qing i l'Emperadriu Wei Zifu.
Encara que va créixer en una prosperitat raonable durant els inicials dies de glòria de la família Wei, ell va exhibir talent militar execepcional en la seva adolescència. Desplegat com a comandant en les expedicions de Wei Qing, Huo Qubing regularment va dirigir les seves tropes per dins del territori enemic i va infligir grans derrotes als Xiongnu amb incursions ràpides a peu, en una ocasió va reclamar la victòria capturant un artefacte xiongnu, l'Estàtua Daurada. Com a resultat, va guanyar-se en gran manera el favor de l'emperador.
Als 20 anys, ell i Wei Qing van ser enviats amb exèrcits separats per atacar els Xiongnu a l'ofensiva Han de major escala fins a la data. Huo Qubing, dirigint en les divisions d'elit de l'exèrcit de Han, es va enfrontar amb el Príncep Digne de l'Esquerra (左賢王, literalment significant el "Savi Rei de l'Esquerra") dels xiongnu i va derrotar a les seves tropes, infligint un colp mortal d'unes devastadores 70.443 baixes sobre la Confederació Xiongnu. Va ser recompensat en gran manera pels seus esforços, i el seu feu va arribar a tenir més de 10.000 llars.
Tot i ser un valent general i molt considerat per l'Emperador Wu, ell va parar poc esment i va tenir poca consideració respecte dels seus propis homes. Sima Qian assenyala en el Shiji que Huo Qubing es negava a compartir el seu menjar amb els seus soldats quan les provisions escassejaven, i també regularment ordenava a les seves tropes de desenterrar camps de futbol per a la seva diversió personal. Això no obstant, quan arribava la glòria marcial, Huo Qubing mai dubtava en compartir l'honor amb els seus homes. Una de les contalles més famoses és que quan l'emperador Wu Huo li concedí una gerra de preciós vi per recompensar els seus assoliments, ell abocà aquest en un rierol perquè tots els seus soldats bevent l'aigua pogueren compartir el gust del vi. Aquesta història va donar origen al nom de la ciutat Jiuquan (酒泉, significant "brollador de vi"). En l'apogeu de la seva carrera, molts comandants de rang inferior que anteriorment havien servit sota Wei Qing voluntàriament van anar a servir a Huo amb l'esperança d'aconseguir la glòria militar amb ell.
Huo Qubing va transir a la jove edat de 24 anys a causa d'una plaga, possiblement el resultat d'una forma primitiva de guerra biològica. Es creu que els soldats Xiongnu posaven cavalls, vaques i ovelles morts en els llacs durant la Guerra del Desert de Gobi per contaminar subministraments d'aigua i propagar malalties infeccioses entre els soldats Han, en una forma de maledicció de bruixeria nativa. (Irònicament, les tribus Xiongnu en fugida van acabar patint la pitjor part a causa de les seves males condicions de vida i escàs coneixement en la medicina.) 
El mig germà de Huo, Huo Guang, va ser més tard un gran estadista de Han que va convertir-se en el cònsol cap sota l'Emperador Zhao, i va ser instrumental en la successió de l'Emperador Xuan al tron després de la mort de l'Emperador Zhao.

## Cultura popular
Huo Qubing és una de les 32 figures històriques que apareixen com personatges especials en el videojoc Romance of the Three Kingdoms XI de Koei.
La pel·lícula xinesa 大汉天子2 conta que Huo Qubing married at the age of about 20 to a lady named Qiu Chan and they had a daughter named Huo Qilian.

## Anotacions
1. ↑  霍去病，大將軍青姊少皃子也。其父霍仲孺先与少皃通，生去病
2. ↑  票騎將軍率戎士逾烏韡，討脩濮，涉狐奴，歷五王國，輜重人眾攝讋者弗取，几獲單于子。轉戰六日，過焉支山千有余里，合短兵，鏖皋蘭下，殺折蘭王，斬盧侯王，銳悍者誅，全甲獲丑，執渾邪王子及相國、都尉，捷首虜八千九百六十級，收休屠祭天金人，師率減什七
3. ↑  益封去病二千二百戶
4. ↑  票騎將軍去病率師躬將所獲葷允之士，約輕繼，絕大幕，涉獲單于章渠，以誅北車耆，轉擊左大將雙，獲旗鼓，歷度難侯，濟弓盧，獲屯頭王、韓王等三人，將軍、相國、當戶、都尉八十三人，封狼居胥山，禪于姑衍，登臨翰海，執訊獲丑七万有四百四十三級，師率減什二，取食于敵，卓行殊遠而糧不絕
5. ↑  以五千八百戶益封票騎將軍
6. ↑  然少而侍中，貴不省士
7. ↑  其從軍，上為遣太官繼數十乘，既還，重車余棄粱肉，而士有饑者。其在塞外，卒乏糧，或不能自振，而去病尚穿域蹋鞠也。事多此類
8. ↑  自是后，青日衰而去病日益貴。青故人門下多去，事去病，輒得官爵